# Albert Jenny/Werkkatalog
Dies ist ein Werkkatalog des Schweizer Komponisten Albert Jenny (1912–1992). Der Katalog ist nach Maßgabe der musikalischen Gattungen angelegt. Innerhalb der einzelnen Abteilungen gilt die chronologische Anordnung nach dem festgestellten (in runden Klammern aufgeführten) oder approximativ bestimmten (in eckigen Klammern angegebenen) Entstehungsdatum. Über die im Inhaltsverzeichnis aufgeführten Gattungen hinaus ist in der Abteilung der lateinischen liturgischen Werke eine Binnengliederung wiederum chronologisch geordnet mit der nachstehenden Reihenfolge: Ordinarium missae, Proprium missae bzw. Te Deum, Motetten angewendet worden. Die zahlreichen Differenzen zu früheren Verzeichnissen wurden nicht eigens erwähnt. Die im hier publizierten Werkverzeichnis von Max Lütolf aus dem Jahr 1985 als bei ZBS (Zentralbibliothek Solothurn) geführten Bestände wurden seither in die Sondersammlung der Zentral- und Hochschulbibliothek Luzern überführt, wo der Nachlass von Albert Jenny zentral aufbewahrt wird.

## Vokalmusik

### Chormusik

#### Liturgische Werke

##### Für gemischen Chor a cappella
- Messe für 4st. gem. Chor a cappella (1935); 18'

Kyrie – Gloria – Sanctus – Benedictus – Agnus dei
Text: lat. Ordinarium missae
UA: Solothurn (Kammerchor Solothurn), 1938, Bem.: Ms. Part. (22 S.)
- St. Nikolaus-Messe für 4st. gem. Chor a cappella (1946); 15’

Kyrie – Gloria – Sanctus – Benedictus – Agnus dei
Text: Iat. Ordinarium missae
UA: Solothurn (Kammerchor Solothurn), 1946, Bem.: SMV 9 (1946)
- Proprium SS. Trinitatis für 4st. gem. Chor a cappella (1955); 17‘

Introitus – Graduale/Alleluia – Offertorium – Communio
Text: Iat. Proprium missae
UA: Schönenwerd (?) (Cäcilienverband Olten-Gösgen), 1956, Bem.: Kompositionsauftrag des Cäcilienverbandes Olten-Gösgen. ECL 309 (1955)
- Factus est Repente, Motette für 4st. gem. Chor a cappella (1935)

Bem.: Ms. Part . (7 S. )
- Et Audivi Vocem Magnam, Motette für 4st. gem. Chor a cappella (1939)

Bem.: SMV 17 (1949), Schallplatte CT-64-29
- Justorum Animae, ( 1 ) Motette für 4st. gem. Chor a cappella [1942]

Bem.: Chorheft 1942 für den Cäcilienverein des Kantons Aargau, Einsiedeln o. J., Nr. 20 (ECL MO 489), Schallplatte FGL 25-4305
- Reges Tharsis, Motette für 4st. gem. Chor a cappella [1942]

Bem.: "Chorheft 1942 für den Cäcilienverein des Kantons Aargau", Einsiedeln o. J. 7 Nr. 15 (ECL MO 489)
- Psallite Domino, Motette für 7st. gem. Chor (3st. Frauen- und 4st. Männerchor) a cappella (1943)

Bem.: Ms. Part. (3 S.), Gedruckte Chor-St. o. O. und o. J.
- Inveni David, Motette für 4st. gem. Chor a cappella [1944]

Bem.: ECL MO 515 (o. J.), Der Chorwächter. Monatsschrift für katholische Kirchenmusik, Heft 10, 69. Jahrgang, Oktober 1944
- Afferentur Regi Virgine, Motette für 4st. gem. Chor a cappella (August 1950)

Bem.: Ms. Part. (2 S.), Ms. ZBS
- Pange Lingua – Tantum Ergo, Motette für 4st. gem. Chor a cappella [1950]

Bem.: SMV 30 (1950)
- Angelus Domini, Motette für 4st. gem. Chor a cappella [1953]

Bem.: Offertoriale, Nr. 28
- Deus Tu Convertens, Motette für 4st. gem. Chor a cappella [1953]

Bem.: Offertoriale, Nr. 2
- Justorum Animae, (2) Motette für 4st. gem. Chor a cappella [1953]

Bem.: Offertoriale, Nr. 89, PVL 489 (1958)
- Laetentur Caeli, Motette für 4st. gem. Chor a cappella [1953]

Bem.: Offertoriale, Nr. 5, PVL 405 (1958)
- Sacris Solemnis, Motette für 4st. gem. Chor a cappella (1953)

Bem.: BT (1953), Ms . Part. (Negativkopien, 2 S.); ZBS
- Venite Filii, audite me, Motette für 4st. gem. chor a cappella [1955]

Bem.: ECL 305 (1955)
- Veritas Mea, Motette für 4st. gem. Chor a cappella [um 1956]

Bem.: ECL 395 (o. J.)
- Caeli Regina In Terris Apparuit, Motette für Tenorsolo und. 4st. gem. Chor a cappella (1959)

Bem.: Ms. (Mutterkopie, 3 S.); ZBS
- Tantum Ergo, Motette für 4st. gem. Chor a cappella [um 1959]

Bem.: ECL 514 (o. J.)
- Tollite Portas, Motette für 4st. gem. Chor a cappella [vor 1960]

Bem.: Aus der Praxis für die Praxis, Nr . 45 (GVM)
- Benedicite Gentes, Motette für 4st. gem. Chor a cappella [um 1960]

Bem.: ECL 561 (o. J.)
- Veni Creator, Motette für 4st. gem. Chor a cappella [um 1960]

Bem.: ECL 562 (o. J.)
- Jubilate Deo, Motette für 4st. gem. Chor a cappella [1961]

Bem.: ECL 593 (1961), Schallplatte FGL 25-4305

##### Für Chor und Orgel bzw. Orgel und Instrumente
- Missa Dorica, für drei Männerstimmen (Tenor, Bariton, Bass) und Orgel (1938); 20'

Kyrie – Gloria – Credo – Sanctus – Benedictus – Agnus Dei
Text: lat. Ordinarium missae
UA: Stans (Kapuziner der Klöster Stans und Solothurn), 1938, Bem.: HCZ G.H. 8460 (1939)
- Missa Brevis, für vereinigte Ober- und Unterstimmen (Sopran/Tenor, Alt/Bass; auch durch zwei gleiche Stimmen ausführbar) und Orgel (1939); 18'

Kyrie – Gloria – Credo – Sanctus – Benedictus – Agnus Dei
Text: lat. Ordinarium missae, UA: Solothurn (Bezirks-Caecilien-Verband), 1939, Bem.: Kompositionsauftrag des Bezirks-Caecilien-Verbandes Solothurn-Lebern-Kriegstetten. HCZ G. H. 8814 (1942)
- Messe zu Ehren des Heiligen Karl Borromäus, für 4st. gem. Chor und Orgel (1945); 22'

Kyrie – Gloria – Credo – Sanctus – Benedictus – Agnus Dei
Text: lat. Ordinarium missae
UA: Luzern (Chor der Kirche St. Karl), 1945, Bem.: PVL 189 (Part.), PVL 190–193 (St.), o. J.
Dem Kirchenchor St. Karl Luzern gewidmet
- Einsiedler Festmesse, für Soli, 4st. gem. Chor und Orgel (1948) ; 30'

Kyrie – Gloria – Credo – Sanctus – Benedictus – Agnus Dei
Text: lat. Ordinarium missae
UA: Einsiedeln (Chor der Stiftskirche), 16. Juli 1949, Bem.: Kompositionsauftrag des Klosters Einsiedeln, FPR 1507 (o. J.) Orgel- und Chor-St. ZBS
- Missa Octava, für Sopransolo, 4st. gem. Chor und Orgel (1966); 17'

Kyrie – Gloria – Sanctus – Benedictus – Agnus Dei
Text: lat. Ordinarium missae
UA: Radio Bern (Kammerchor von Radio Bern), 1966, Bem.: Kompositionsauftrag der Stiftung Pro Helvetia
Ms. Part . (21 S.) , St. vervielfältigt, Ms. Kopie ZBS
- Proprium vom 4. Sonntag nach Pfingsten, für 4st. gem. Chor und Orge1 (1957); 13'
  - Introitus : Dominus illuminatio mea
  - Graduale – Alleluia: Propitius esto domine
  - Offertorium Illumina oculos meos
  - Communio : Dominus firmamentum meum

Text: lat. Proprium missae
UA: Luzern (Jesuitenkirche, Chor der Akademie für Schul- und Kirchenmusik), 1958
Bem.: Kompositionsauftrag der Kirchenmusikschule Luzern, Ms. Part. (17 S.) und St. ZBS, ECL 412 (1957)
- Deutsche Messe

s. A. I.1.d) „Chorsätze über deutsche Liedtexte“
- Deutsches Proprium,

s. A. I.1.d) „Chorsätze über deutsche Liedtexte“
- Tantum Ergo, [1] Motette für 2 gleiche Stimmen und Orgel (1939)

Bem.: Ms. Part. (2 S.)
- Et Introibo Ad Altare Dei, Motette für 4st. gem. Chor und Orgel [um 1940]

Bem.: ECL 353 (M.O. 416, 1956)
Schallplatte FGL 25-4305
- Lauda Anima Mea, Motette für Sopransolo, 4st. gem. Chor und Orgel (Januar 1949)

Bem.: VWC (1949), Schallplatte CT- 64-29
- Salve Regina, Motette für 4st. gem. Chor und Orgel (1952)

Bem.: BT (1953), Ms. Part. (Negativkopie, 6 S.) ; ZBS
- Ascendit Deus, Motette für Bass-Solo, 4st. gem. Chor und Orgel (um 1958)

Bem.: Ms. Part . (4 S.): ZBS, PVL 433 (1958)
- Domine Deus, Motette für 4st. gem. Chor und Orgel (1958)

Bem.: Ms. Part. (5 S.), Ms. Kopie ZBS, auch für 4 st. gem. Chor, Orchester und Orgel (s. A .I.1.c)
- Immaculata Conceptio, Motette für Baritonsolo, 4st. Männerchor und Orgel (1959)

Bem.: Ms. Part,. (4 S.), Ms. Kopie ZBS
- Stella Splendida et Matutina, Motette für 2 gleiche Stimmen und Orgel (1959)

Bem.: Laudate Mariam, Fasc . I, Rom 1961: Appendice Musicale allegata aI „Bolletino Ceciliano“, April/Mai 1961 (LR)
- Beata Magnificat, Motette für Sopransolo, 2 gleiche Stimmen und Orgel (1959)

Bem.: Ms. Part. (7 S.) und Chor-Part. (3 S.); ZBS, Laudate Mariam, Fasc. I, Roma 1961: Appendice Musicale allegata al „Bolletino Ceciliano“, April/Mai 1961 (LR), Schallplatte FGL 25-4305
- Dicit Dominus Petro, Festmotette für 4st. gem. Chor, 2 Trompeten und Orgel (1980); 6'

Text: Vigilmesse zum Fest Peter und Paul
UA: Zürich (Kirchenchor von St. Peter und Paul), 26. Oktober 1980, Bem.: Kompositionsauftrag des Chores von St. Peter und
Paul, Zürich, Ms. Part. (8 S.), St. vervielfältigt
- Sanctus-Motette, für Sopransolo, 4 st. gem. Chor, 3 Posaunen und Orgel (1981); 4'30"

Text: lat. Text des Ordinarium missae (inkl. „Benedictus“)
UA: Luzern (Stiftskirche zu St. Leodegar; Chor der Musikakademie), 10. Februar 1982
Bem.: Kompositionsauftrag Akademie Schul- und Kirchenmusik Luzern, Part. (7 S.) , St. vervielfältigt

##### Für gemischten Chor und Orchester
- Kyrie, für Sopransolo, 4st. gem. Chor und Orchester (1934)

Text: lat. Ordinarium missae
UA: Köln 1934, Bem. :Prüfungsaufgabe an der Hochschule für Musik in Köln
Ms. Part. (16 S.), Ms. Part. ( Bleistift , 21 S.): „Frühjahr 1934 (komp. 6. Mai – 16. Mai; instrumentiert: 26. Mai – 3. Juni)“; ZBS
Ms. Orchester-St. ZBS
Gedruckte Chor-St. „Elsner’sche Druckerei Köln“, o. J.; ZBS
- Messe zu Ehren des Heiligen Franziskus, für Soli (Sopran, Bass), 4st. gem. Chor, Streichorchester und Orgel (1961); 19'

Kyrie – Gloria – Sanctus – Benedictus – Agnus Dei
Text: lat. Ordinari um missae
UA: Solothurn (Chor der Kathedrale St. Urs) , 1961, Bem.: Kompositionsauftrag zum 25-jährigen Bischofsjubiläum von Bischof Franziscus von Streng
ECL 548 (Part. und St.; 1961) ; ZBS, Schallplatte FGL 25-4305
- Te Deum, für Soli (Sopran, Alt, Tenor, Bass), 4st. gem. Chor, Orchester und Orgel (1950); 20'

Text: lat.
UA: Solothurn (Cäcilienverein der Stadt Solothurn), 3. März 1951, Bem.: Ms. Part. (58 S.), HCZ G.H. 9700 (1951)
Orch.-Part. und St. bei HCZ leihweise; ZBS
- Domine Deus, Motette für 4st. gem. Chor, Orchester und Orgel (1958)

UA: Luzern (Stiftskirche St. Leodegar; Städtischer Konzertverein Luzern) , Oktober 1958, Bem.: Ms. Part . (12 S. ), Ms . Kopie ZBS
auch für 4st. gem. Chor und Orgel allein, (s. A.I.1.b), dem Städtischen Konzertverein Luzern gewidmet

##### Chorsätze über deutsche Liedtexte
- Psalm 24, Zu dir erhebe ich meine Seele, für 4st. gem. Chor a cappella (1966); 7',

Text: KGB Nr. 11
UA: Luzern (Chor der Stiftskirche St. Leodegar), 1966, Bem.: ECL 621 I (Part. und St.; 1966)
- Psalm 94, Kommt, lasst uns jauchzen dem Herrn, für 4st. gem. Chor und Orgel (1966)

Text: KGB Nr. 52
UA: Luzern (Chor der Stiftskirche St. Leodegar), 1967, Bem.: Chor und Orgel-Part. (ECL 622, 1966)
- Sechste Liedreihe, für Gemeindegesang im Wechsel mit Vorsänger (Schola) und Chor (1966)

Kyrie: Herr und Gott, erbarme dich
Gloria: Gott in der Höh sei Preis und Ehr
Credo: Wir glauben, Gott, dass du es bist
Sanctus: Heilig bist du, grosser Gott
Agnus Dei: Christus, du Lamm Gottes
Text und Mel.: KGB Nr. 437-441,UA:Luzern (Chor der Stiftskirche St. Leodegar), 1966
Bem. : Ausgabe für 4 st. gem. Chor und Orgel (ECL, 620 I, 1966)
Ausgabe für drei gleiche Stimmen (Frauen- oder Männerchor) und Orgel (ECL 620 II, 1966)
- Psalm 103, Lobpreise meine Seele, den Herrn, für Gemeindegesang im Wechsel mit Vorsänger (Schola) und Chor (1967)

Text: KGB Nr. 280
UA: Luzern (Chor der Stiftskirche St. Leodegar), 1967, Bem.: Chor- und Orgelsätze samt Leitversmelodien und Orgelbegleitung
Ausgabe für 4st. gem. Chor und Orgel (ECL 363 I, 1967)
Ausgabe für drei gleiche Stimmen (Frauen- oder Männerstimmen) und Orgel (ECL 636 II , 1967) siehe auch A.I.1.e) Einstimmige Leitverse
- Neunte Liedreihe, für Gemeindegesang im Wechsel mit Vorsänger (Schola) und Chor (1967)

Zum Einzug: Liebster Jesus, wir sind hier
Zur Gabenbereitung: Du hast, o Herr, dein Leben
Zur Kommunion: O Seele Christi, heilge mich
Zum Schluss: Dein Gnad, dein Macht und Herrlichkeit
Text und Mel.: KGB Nr. 455-458, UA: Luzern (Chor der Stiftskirche St. Leodegar), 1967, Bem.: Ausgabe für 4st. gem. Chor und Orgel (ECL 639 I, 1967)
Ausgabe für drei gleiche Stimmen (Frauen- oder Männerchor) und Orgel (ECL 639 II, 1967)
- Deutsches Proprium, für 4st. gem. Chor, Bläser und Orgel (auch: Orgel allein oder Bläser allein), (1969); 17'

Bläser allein: 2 Flügelhr. in B, 2 Trp. in B, 2 Hr. in Es, 2 Tenorhorn oder Pos . in B, Bariton oder 3. Pos. in B, Es- und B-Bass wahlweise
Eingang: Jubelt dem Herrn alle Lande
Zwischengesang: Herr, unser Gott, wie wunderbar
Zur Gabenbereitung: Lobe, meine Seele, den Herrn
zur Kommunion: Preise, Zunge, das Geheimnis
Texte: KGB Nr. 724, 749, –, 530, UA: Baar (Kantonaler Caecilienverband des Kantons Zug), 26. Oktober 1969, Bem.: Kompositionsauftrag des Caecilienverbandes des Kantons Zug, VWH 1268 (1969)
- Fünfte Liedreihe, Gloria: AlI Ehre Dir, Gott in der Höh, für Gemeindegesang und Chor (1969)

Text und MeI.: KGB Nr. 432
UA: Luzern (Chor der Stiftskirche St. Leodegar); 1969, Bem.: Ausgabe für 4st. gem. Chor und Orgel (ECL 654 , 1969)
Die übrigen Sätze der Liedreihe stammen von Ernst Pfiffner, Guido Fässler und Stephan Simeon
- Deutsche Messe, für Kantor (Bariton oder Alt) , 4 st. gem. Chor und Orgel (1971); 22'

Einzug: Singet dem Herrn ein neues Lied
Gloria: Ehre sei Gott in der Höh
Zwischengesang: Kommt, lasst uns jauchzen dem Herrn
Gabenbereitung: Orgelsolo
Sanctus: Heilig, heilig, heilig
Agnus dei: Christus, du Lamm Gottes
Communio: Lobsinget unserem Gott
Dankhymnus: Nun danket all und bringet Ehr
Texte: KGB Nr. 240, 348, 53, 360, 441, –, 757, UA: Horw (Kantonaler Cäcilienverband des Kantons Luzern), 1971, Bem.: ECL 666 (1971)
- Kirchenlied-Satz, für Gemeindegesang und Chor oder im Wechsel mit Chor (1973) Nun sei uns willkommen, Herre Christ

Text und Mel.: KGB Nr. 68, UA: Luzern (Chor der Stiftskirche St. Leodegar), 1974, Bem.: Ausgabe für 4st. gem. Chor und Orgel (ECL 674, 1974)
- Zwei Kirchenlied-Sätze, für Gemeindegesang und Chor oder im Wechsel mit Chor (1973) Gott, Dir sei Ehr in Himmelshöhn

Allein Gott in der Höh sei Ehr
Text und Mel.: KGB Nr . 426 und Nr. 753, UA: Luzern (Chor der Stiftskirche St. Leodegar), 1974, Bem.: Ausgabe für 4st. gem. Chor a cappella (ECL 675, 1974)

##### Einstimmige Leitverse
- Leitverse zum Psalm 103, Verse, 1 st. (1964), Text: KGB Nr. 11

Komm, Heiliger Geist
Sende aus Deinen Geist
Gottes Liebe ist ausgegossen
Christi Leib ist das Brot
Bem.: Ms. (Vervielfältigung, 1 s.) „Arbeitsgemeinschaft für ein neues KGB. KSch 6/11/1964“; ZBS, ECL 363 I (1967)
s. auch A.I.1.d) „Chorsätze über deutsche Liedtexte“ unter „Psalm 103“

#### Geistliche Werke

##### Für Chor a cappella
- Drei Gesänge, für 4st. Frauenchor a cappella (1934); 10'

Klage (Anonymus)
Adventslied (Anonymus)
Alles, was geschieht (Klabund)
UA: Solothurn (Cäcilienverein der Stadt Solothurn: Oratorienchor) 1935
Bem.: Ms. Part. (7 S.)
Gedruckte St. „Elsner’sche Druckerei, Köln“, 1934
- Mein Harf und Psalter, Motette für 4st. gem. Chor a cappella (1936)

Text: aus Psalm 107
Bem.: Ms. Part. (4 S.)
- Von den letzten Dingen, Chorsuite für 4st. gem. Chor a cappella (1936); 20'

Der jüngste Tag (Volkslied aus Thüringen)
Nähe des Todes (Oswald von Wolkenstein)
Der Pilger (Der von Kolmas)
Gebet (Oswald von Wolkenstein)
Trost (Der von Kolmas)
UA: Regensburg (Chor der Kirchenmusikschule Regensburg), 1936
Bem.: Ms. part. (20 S.)
Ms. St. ZBS
überarbeitete Fassung 1981: Ms. Part. (20 s.)
- Du Rosenblut, Du Lilie fein, Marienlied für 4 st. Männerchor a cappella (1940)

Text: Gottfried von Strassburg
UA: Stans (Kapuzinerkloster) , 1940
Bem.: Ms. part. (3 S.)
- Laudes, für 4 st. gem. Chor a cappella (5. November 1949)

Ja, ich will stumm sein, Herr (Walter Hauser)
Bem.: Ms. Part. (3 S. auf 2 Systemen)
- Herr, Gott, ällmächt'ger Vater, Pfarreigemeinschaft, Schlusschor für 4st. gem. Chor a cappella und Gemeinde (um 1952)

Bem.: Ms. Part. (2 S.); ZBS
- Bearbeitungen, für 4st. gem. Chor a cappella, ausgesetzt von A. Jenny (1952)

J. S. Bach: Ich freue mich in dir und heisse dich willkommen
Bem.: SMV 48 (1952); ZBS
* J. S. Bach, für 4st. gem. Chor a cappella ausgesetzt von A. Jenny (1952)
Lasst die Kindlein zu mir kommen
Jesu, deine Liebeswunden
Bem.: SMV 44 (1952); ZBS
* J. S. Bach, O Jesulein süss, o Jesulein mild, für 4st. gem. Chor a cappella ausgesetzt von A. Jenny (1952)
Bem.: SMV 49 (1952); ZBS
- DREI MOTETTEN, für 4st. gem. Chor a cappella (1985)

Denke in uns, du Heiliger Geist
Brenne in uns, du Heiliger Geist
Wirke in uns, du Heiliger Geist
Texte: Alois Albrecht aus „Nicht vom Brot allein“
Bem.: Ms. Part . (14 S.)
Kompositionsauftrag des Kirchenchors St. Wolfgang Hünenberg

##### Für Chor und Orgel
- Weihnachts-Wiegenlied, für Sopransolo, 4st. gem. Chor und Klavier oder Orgel (1939)

Lasst uns das Kindelein grüssen
Text: aus dem Kanton Schwyz
Bem.: SMV 4 (1948)
s. auch A.I.2.c) unter „Kleine Weihnachtskantate“
(2. Satz) und A.I I .1.a) unter Weihnachts-Wiegenlied
- Brautschwur, für 3st. Männerchor und Harmonium (Orgel) (1942)

Text: Reinhard Johannes Sorge
Bem.: Ms. Part. (5 S.)

##### Für gemischten Chor und Orchester
- Kleine Weihnachtskantate, über alte Weihnachtslieder für Sopransolo, 4st. gem. Chor, Flöte, Streicher und Orgel (1939); 18'

O Heiland reiss die Himmel auf (KGB Nr. 33)
Lasst uns das Kindelein grüssen (aus dem Kanton Schwyz)
All’ Welt springe und lobsinge (?)
UA: Solothurn (Kammerchor), 1940, Bem.: Ms. Part. (15 S.) „Lasst uns das Kindelein grüssen“, siehe auch A.I.2.b) und A.I I.1.a) unter Weihnachts-Wiegenlied
- Dem Unbekannten Gott, Oratorium für Sopran- , Alt- und Baritonsolo, 4st. gem. Chor, grosses Orchester und Orgel (1955/1956); ca. 87'

Text: Herbert Meier (im Auftrag), UA: Solothurn (Cäcilienverein der Stadt Solothurn), 18. November 1956
Bem.: Kompositionsauftrag zum 125-jährigen Jubiläum des Cäcilienvereins Solothurn
Ms. Part. (296 S.), Part. und St. im Selbstverlag des Komponisten (leihweise), Ms. Kopien
- Das Lied von der Schöpfung, Oratorium für Sopran- und Baritonsolo, 4st. gem. Chor und Orchester (1960); 25'

Text: Psalm 103 nach der Uebersetzung von Romano Guardini
UA: Amsterdam (Städtischer Konzertverein Luzern), 10. Mai 1960,
Bem.: Kompositionsauftrag des Städtischen Konzertvereins Luzern für ein Austauschkonzert mit dem Amsterdamer Chor Zang na studie
Ms. Part. (125 S.), KI.-A. und St. im Selbstverlag des Komponisten (leihweise)
- Liebe weih’ ich meinem Schoepfer, Hymnus für 4st. gem. Chor, Streichorchester und Orgel (1965); 6'

Text: Sr. Ethelred Steinacher
UA: Ingenbohl-Menzingen (Chor und Orchester des Töchterinstituts), 14. Februar 1965, Bem.: Ms. Kl. -A. (6 S.), St. vervielfältigt
Ms. Kopie ZBS
- Der Grosse Kreis, Oratorium für Sopran-, Alt- und Baritonsolo, 4st. gem. Chor, Orchester und Orgel (1972/73); 38'

Text: Otto Feier (im Auftrag), UA: Luzern (Städtischer Konzertverein), 30. März 1973
Bem.: Kompositionsauftrag des Städtischen Konzertvereins Luzern
Ms. Part. (137 S.), Kl.-A. und St. im Selbstverlag des Komponisten (leihweise)
- Geistliches Triptychon, Kantate für 4st. gem. Chor, Solosopran, Solotrompete, Orgel und Streichorchester (1982); 15'

Gross bist du, Herr
Nun aber bin ich immer bei dir (Sopransolo)
Atme in mir, du heiliger Geist
Texte: 1. und 3. Satz: Augustinus 2. Satz: Psalm 73,
UA: Ebikon (Katholischer Kirchenchor), 14. November 1982, Bem.: Kompositionsauftrag des Kirchenchors Ebikon,
Ms. Part. (16 S .), Kl.-A . (20 S.), St. vervielfältigt
- Hoffnung auf Frieden, Kantate für Sopransolo, 4st. gem. Chor, Orgel und Streicher (1983/84); 11'30"

Text: Matthäus-Evangelium / Franz von Assisi
UA: Ettiswil (Chor des Kantonalen Lehrerseminars Luzern), 6. Mai 1984
Bem.: Ms. Part. (14 S.), Kl.-A. (18 S.), Chor- und Orchesterstimmen, vervielfältigt

#### Weltliche Werke

##### Für gemischten Chor a cappella
- Mailied, für 4st. gem. Chor a cappella (1948), Text: Der schöne Mai ist kommen (Volksliedtext)

Bem.: SMV 15b (1948), 1 Ex. in ZBS enthält einen zusätzlichen französischen Text (Réveil de la nature) mit dem Vermerk: paroles françaises d’Alph. Vuichard, dédiées au Choeur mixte du cercle Romand de Soleure s. auch A.I.3.c) und A.II.2.a)
- Freude und Schmerz, für 4st. gem. Chor a cappella (1949), Text :Ewig von Anbeginn (Rudolf Hägni), Bem. :SMV 27 (1949)
- Requiem, für 4st. gem. Chor a cappella (1949), Text: Jetzt, da die Flöten des Herbstes (Rudolf Hägni), Bem.: SMV 26 (1949)
- Sängergruss, für 4st. gem. Chor a cappella (Mai 1950), Text: Wir singen euch und uns zur Freude (W. v. Rotz), Bem.: Ms. (Vervielfältigung, 1 S.); ZBS

- Morgenlob, kleine Kantate für 4st. gem. Chor a cappella (1959); 20'

Noch ruht im alten Fundament
Da zittert die Erde
O Mensch, der du den Tag beginnst
Lasst uns den Tag begrüssen
Text: H. R. Balmer-Basilius, UA: Zürich (Chor von Radio Zürich), 1959
Bem.: Kompositionsauftrag der Innerschweizer Radiogesellschaft HCZ G.H. 10 311 (1959), Ms. Part. Kopie ZBS
- Ergebung, für 4st. gem. Chor a cappella (1960), Text: Es wandelt, was wir schauen (Joseph von Eichendorff), Bem.: HCZ 10 493 (1962). Zum Andenken an Elsbeth Dolinski-Spillmann und Berthie Peter-Suter, Gestiftet dem Cäcilienverein der Stadt Solothurn von einem engen Freundeskreis

- Stiftschor-Reiselied 1961, für 4st. gem. Chor a cappella (1961), Text: Wer immerfort zu Gottes Preise (U. V. Ineichen), UA: Wien (Stiftschor zu St. Leodegar); 1961, Bem.: Ms. (vervielfältigtes Blatt)

- Sommertag, für 4st. gem. Chor a cappella (1977), Text: Im Feuerwerk trunkener Strahlen (Josefine Ulmi), Bem.: Ms. Part . (4 S.), Dem Kirchenchor Ebikon, seinem Leiter Guido Knüsel, sowie dem Stiftschor St. Leodegar, Luzern gewidmet zur Erinnerung an den 18. September 1977

- I ghöre es Vögeli pfyffe, Volksliedbearbeitung für 4 st . gem. Chor a cappella (1984); 3', Text: Volkslied aus Gränichen.

UA: Cantonigros in Spanien (Belcanto-Chor Ballwil), 1984, Bem.: Ms. Part. (5 S.), St. vervielfältigt

##### Für gemischten Chor und Orchester
- Lebenssprüche (Mahnung zur Fröhlichkeit), für 4st. gem. Chor und Streicher (1948); 12'

Der Mensch (Matthias Claudius )
Seele, wirf den Kummer hin (Johann Chr. Günther)
Lasst uns fröhlich sein (Simon Dach)
UA: Solothurn (Kammerchor), 1950, Bem.: Ms. Part. (17 S.) und St.
- Frühlingskantate, für 4st. gem. Chor und Streichorchester (1960); 12'20"

Von Winters Frost
Zwischenspiel
Der Mai, des Jahres Herz
Die Nachtigall lässt ihren Klang
Texte: Robert Roberthin, Georg Phil. Harsdörffer, Simon Dach und Bartholomäus Hinr. Brockes
UA: Bern (Radio Bern:Kammerchor und Kammerensemble; Walter Furrer), 15. Mai 1960. Bem.: Ms. Part. (36 S.), Schallplatte CTS 45
- Singen und Spielen in Vollendung – des Konservatoriums hohe Sendung, kleine Kantate zum 20-Jahr-Jubiläum 1962 des Konservatoriums Luzern, für 4st. gem. Chor und kleines Orchester (1962); 15'

1 FI., 1 Ob., 2 KIar., 1 Fg., 2 Hr., 1 Trp., V1.I, V1.II, Va., Vc., Kb.
Text: Johann Baptist Hilber, UA: Luzern (Saal des Luzerner Verkehrshauses; Absolventen des Konservatoriums Luzern), 1962
Bem.: Ms. Part. (52 S.) , St. vervielfältigt, Ms. Kopien ZBS

##### Für Männerchor a cappella
- Verklärter Herbst, für 4st. Männerchor a cappella (um 1939)

Text: Gewaltig endet so das Jahr (Georg Trakl)
Bem.: Ms. Part. (2 S.)
Ms. ZBS
- Winternacht, für 4 st. Männerchor a cappella (um 1939)

Text: „Vor Kälte ist die Luft erstarret“ (Nikolaus Lenau)
Bem.: Ms. Part. (2 S.)
Ms. ZBS
- Nachtmusikanten, für 4st. Männerchor a cappella (1946)

Text: Hier sind wir armen Narren (Abraham a Santa Clara)
Bem.: HCZ 9240 (1946)
- Über unsern dunklen Fahrten, für 4st. Männerchor a cappella (1946)

Text: Emil Schibli
Bem.: HCZ 9504 ( 1948)
- An das Vaterland, für 4st. Männerchor a cappella (1948)

Text: Nicht preisen will ich deinen Ruhm (Emil Schibli)
Bem.: HCZ 9459 (1948)
- Besänftigung, für 4st. Männerchor a cappella (1948)

Text: Der Teufel hol' die ganze Welt (Walter Dietiker)
Bem.: HCZ 9460 (1948)
- Mailied, für 4st.  Männerchor a cappella (1948)

Text: Der schöne Mai ist kommen (Volksliedtext)
Bem.: SMV 15a (1948)
s. auch A.I.3.a) und A. II.2.a)
- Wir Schweizer, für 4st. Männerchor a cappella (1949)

Text : Wir sind die Alten immer noch (Rudolf Hägni)
Bem.: HCZ 9343 (1952)
- Vierwaldstättersee, für 4 st. Männerchor a cappella (1956)

Text: Wohlig dehnt der See (Rudolf Hägni)
Bem.: HCZ 10 153 (1956)
- Das Lied der Lieder, für 4st. Männerchor a cappella (1961)

Es gibt ein Lied der Lieder, Text:K. J. Spitta, 1. und 2. Strophe
J. B. Hilber, 3. Strophe
Bem.: ECL 545 (1961)
- Der Morgen, für 4st. Männerchor a cappella (1964)

Text: Nun bade die Augen in blendendem Licht (Otto Feier)
Bem.: HCZ 10 610 (1964)
- Die Zeit, für Bariton-Solo und 4st. Männerchor a cappella (1965)

Text: Die Zeit geht nicht (Gottfried Keller)
Bem.: HCZ 10 622 (1965)
Ms. Kopie ZBS
- Preiset den Schöpfer, für 4st. Männerchor a cappella (1967)

Text: Maria Dutli-Rutishauser
Bem.: HCZ 10 743 (1967)
- Aus vollem Krug [ 1 ], für 4st. Männerchor a cappella (1969)

Text: Ich mag jetzt einmal nicht allein (Otto Feier)
Bem.: HCZ 10 858 (1969)
- Auto-Mobilmachung, für 4st. Männerchor a cappella (1973)

Text: Kraftfahrer sind ein Teil der Kraft (Eugen Roth)
Bem.: HCZ 11 OO2 (1973)
- Ruada Croda, für 4st. Männerchor a cappella (1973)

Text: Peder Cadotsch (romanischer Text)
Bem.: Part. (4 S.) , St. vervielfältigt
- Kulturpsalm, für 4st. Männerchor a cappella (1977)

Text: Herr, gib uns wieder kargere Zeiten (Toni Schaller)
Bem.: Ms. Part. (10 S.), St. vervielfältigt
- Seid fröhlich eine Stunde lang, für 4st. Männerchor und Sopransolo (1977)

Text: Emil Schibli
Bem.: HCZ 11 168 (1977)
- Guter Rat, für 4st. Männerchor a cappella (1978)

Text: Sankt Paul schrieb an Timotheus, freie Interpretation nach 1 . Tim. 5,23, von Sepp Röthlin
Bem.: HCZ 11 218 (1979)
- Aus vollem Krug l2l, für 4st. Männerchor a cappella (1981)

Text: Ich mag jetzt einmal nicht allein (Otto Feier)
Bem.: Neue Lieder für Männerchor a cappella und mit Instrumenten, herausgegeben von der Stiftung Marylong für Volksmusik
und Schweizer Folklore, Zürich 1983, Nr. 4
- Der Lebensbogen, für 4st. Männerchor a cappella (1983)

Text: Ziehst du deinen Lebensbogen (Otto Feier)
Bem.: Ms. Part. (3 S.)
- Dank an den Männergesang, für 4st. Männerchor a cappella (1984)

Text: Gesang unserer Zeit (Eduard Bachmann)
UA: Zug (Casino; Männerchor Zug, 16. März 1985)
Bem.: Kompositionsauftrag zum Jubiläum 150 Jahre Männerchor Zug
Ms. Part. (2 S.)

##### Für Männerchor und Instrumente
- Zwei heitere Gesänge, für 4st. Männerchor und Saxophon (1965)

Entomologisches
Erfreulicher Irrtum
Text: Eugen Roth, Bem.: Ms. Part. (8 S.), St. vervielfältigt, Ms. Kopie ZBS
- Maitag, für 4 st. Männerchor und Instrumente (1981)

Text: Voll Duft ist der Tag (Maria Dutli-Rutishauser), Bem.: Neue Lieder für Männerchor a cappella und mit Instrumenten, herausgegeben von der Stiftung Marylong für Volksmusik und Schweizer Folklore, Zürich 1983, Nr. 5

##### Für andere Chorbesetzungen und Instrumente
- Lied der Silvesterbuben, für zwei Singstimmen und Klavier oder Instrumente (1941)

Text: Losed, ihr liebe, guete Lüt! (P. Aurelian Roshardt)
Bem.: Musikfreuden , 18. Jg. 1941, Nr. 52, S. 1256f .
- Mys Huesli, für zwei Singstimmen und Klavier (auch Streichinstrumente) (1941)

Text: Mys Hüsli stoht deheime (Josef Reinhart)
Mel.: Edmund Wyss
Satz: Albert Jenny
Bem.: Musikfreuden, 18. Jg. 1941, Nr. 39, S. 936f
- I has ja eister gseid, für zwei Singstimmen und Klavier (1944)

Text: Magst gah so wiit as d'witt (Lied in Nidwalder Mundart)
Bem.: Musikfreuden, 21. Jg. 1944, Nr. 11, S. 260f.
- Gemüsemarkt-Kantate, für 1-3st. Kinderchor, Klavier und Schlagzeug (1945); Text: Rudolf Hägni, ca. 30'

Vorspiel
Lied der Verkäufer
Lied der Käufer
Lied der Kohlköpfe
Lied der Kartoffeln
Lied der Tomaten
Lied des Kopfsalats
Lied der Zwiebeln
Lied der Bohnen
Wechselgesang zwischen Käufern und Verkäufern
Lied der Erbsen
Lied der Rübchen
Wechselgesang der streitenden Marktleute
Wechselgesang von Blumen- und Rosenkohl
Lied der Blumen
Lied der abziehenden Verkäufer
Abgangslied der Käufer
Lied der Strassenwischer
UA: Bremgarten (Joseph Iten), 1945, Bem.: Part. und St. bei Joseph Iten, ab 1978 im Selbstverlag des Komponisten, Textheft und Sing-St.:ZBS
- Das gute Ziel, Kantate für 3st. Frauenchor und Bläser (oder Klavier oder Orgel oder Streicher) (1957); 12'

Text: Martin Opitz, UA: Bern (Chor des Seminars Marzili), 1957,
Bem.: MSB:M & S 658 (Kl.-A. und St.), 1957, Ms. Bläser-Part. (21 S.), Einzelstimmen ZBS

### Sologesänge

#### Geistliche Gesänge

##### Mit Instrumenten
- Zwei Sonette, für Bariton und Klavier (1933); 10'

Ex tenebris Steige herab, o Christus, Sonett (beim Gesang des 'Dies irae' in der Sixtinischen Kapelle)
Nein, nein, Herr, nicht so,
Texte: Oscar Wilde, UA: Solothurn, 1934, Luzern, 1969,
Bem.: 1969 überarbeitet, Ms. Kl. -Part. (13 S.), Ms. ZBS
- Vom Himmel hoch, 3st. Satz für eine Singstimme (mit Flöte oder Geige) und 2 Geigen (1942)

Bem.: Musikfreuden, 19. Jg. 1942, Nr. 51, S. 1220f.
- Weihnachts-Wiegenlied, für Singstimme und Klavier oder Orgel (um 1948)

Lasst uns das Kindlein grüssen, Text: aus dem Kanton Schwyz
Bem.: SMV 5 (o. J.), s . auch A.I.2.b) unter Weihnachts-Wiegenlied und A.I.2.c) unter Kleine Weihnachtskantate (2. Satz)
- Salve Regina, Dich gruess’ ich, für Sopransolo und Orgel (1950)

Text: Oscar Eberle, Bem.: Ms. (3 S.)
- Christus-Gesänge, für Bass und Klavier (1954)

O die Nacht (Herbert Meier)
Bem.: Ms. Bleistiftskizze (4 S.) Fragment: von 4 geplanten Gesängen ist nur der erste fertig geworden.
- Drei lateinische Gesänge zur heiligen Messe, für mittlere Solostimme, Oboe d'amore (auch Oboe oder Violine) und Orgel (1982)

Gloria – Benedictus – Dona nobis pacem, Text:lat. Ordinarium missae
UA: Luzern (Jesuitenkirche; Clara Wirz, Alt, Edwin Küttel, Oboe d'amore, Monika Henking, Orgel), 26. September 1982,
Bem.: Kompositionsauftrag zu „40 Jahre Akademie für Schul- und Kirchenmusik Luzern“, Ms. Part . (16 S.)
- Drei Gesänge, für mittlere Stimme, Oboe (auch Oboe d'amore) und Orgel (1985); 9'15"

Dass ich Gott fürchten soll (Angelus Silesius)
Meine Seele sinkt ins Schweigen (Else Lasker-Schüler)
O Licht geboren aus dem Lichte (Martin Opitz)
UA: Luzern (Kirche St. Josef; Clara Wirz) , 5. April 1985, Bem.: Ms. Part. (14 S.)

##### Mit Orchester
- Vier Gesänge, für Sopran und grosses Orchester (1973); Texte: Herbert Meier, 20'

3 FI., 2 Ob. (2 Ob. auch Eng.-Hr.), 2 Klar., 2 Fg., 4 Hr., 3 Trp., 3 Pos., Schlagzeug, Harfe, Glockenspiel, Klavier und Str.
Verkündigung
Kana
Tod
Auferstehung
UA: Luzern (Internationale Musikfestwochen Luzern, Edith Mathis), 29. August 1973, Bem. :Ms. Part . (47 S.), Ms, Kl.-A. (19 S.)

#### Weltliche Gesänge

##### Mit Instrumenten
- Fünf Lieder, für hohe Stimme und Klavier (1930), Texte: Joseph B. von Eichendorff

Frühlingsgruss
Abendständchen
Die Stille
Frühlingsnetz
Das Mädchen
Bem.: Ms. (19 S.)
- Fünf Lieder, für hohe Stimme und Klavier (1931)

Der Bote (Joseph B. von Eichendorff)
Unfall (Joseph B. von Eichendorff)
Beherzigung (Johann Wolfgang von Goethe)
Lied (Gottfried August Bürger)
Andenken (Joseph B. von Eichendorff)
Bem.: Ms. (17 S.)
- Vier Lieder, für Sopran und Klavier (1935), Texte: Theodor Storm

Es ist ein Flüstern in der Nacht
Nun sei mir heimlich, zart und lieb
Schliesse mir die Augen beide
Du schläfst
UA: Köln (Rundfunk), 1935, Bem.: Ms. Kl. -Part. (12 S.)
- Lieder, für hohe Stimme auf Texte von C.F. Meyer und Olga Brand (1936), Verschollen

- Drei Gesänge, für mittlere Stimme und Klavier, Texte: Hermann Hesse

Allein (1939)
Herbst (1942)
Der Wanderer an den Tod (1942)
UA: Winterthur (Musikkollegium Winterthur; Fritz Mack), 1944, Bem.: Ms. Kl.-Part. (9 S.), „Herbst“ und „Der Wanderer an den Tod“: Ms. Kopien, ZBS
- Zwei Gesänge aus den „Grotesken des Fauns“, für Bass, Cello und Klavier (1940), Texte: Walter Dietiker

Schicksal
Der stolze Wurm
UA: Solothurn, 1942, Bem.: Ms. part. (8 S .)
- Drei Kinderlieder, für Sopran, Klarinette, Viola und Klavier (1941), Texte: Eduard Motschi

Mein kleines, rundes Bübchen
Kindermund
Ninna, nanna
UA: Solothurn (Kammerorchester-Konzert), 1941, Bem.: Ms. Part. (13 S.)
- Wer jetzig Zeiten leben will, für eine Singstimme und Klavier (1941), Text und Mel.: 17. Jahrhundert

Bem.: Musikfreuden, 18. Jg. 1941, Nr. 22, s. 532f.
- Mailied, für eine Singstimme und 2 Violinen oder 2 Flöten (1942) Der schöne Mai ist kommen (Volksliedtext)

Bem.: Musikfreuden, 19. Jg. 1942, Nr. 20, s. 477, s. auch A.I.3.a) und A.I.3.c)
- Glückselig neues Jahr, 3st-Satz für eine Singstimme (evtl. mit Geige), 2. Stimme: Flöte oder Geige, 3. Stimme: Geige (1942)

Text: Ein altes Neujahrslied, Bem.: Musikfreuden, 19. Jg. 1942, Nr. 52, S. 1243
- Junge Mutter, für Singstimme und Klavier (1942). Bem.: Ms. (3 S.)

- Skilied,  für eine Singstimme und Klavier (1943) So gohnd mer fort mit Sang und Klang. Bem.: Musikfreuden, 20. Jg. 1943, Nr. 7, S. 164f

- Zwei Gesänge, für Bass, Horn und Klavier (1944), Texte: Gottfried Keller

Trübes Wetter
Sonntagsjäger
UA: Zürich (Radio-Studio Zürich), 1945, Bem.: Ms. Part. (7 S.)

##### Mit Orchester
- Drei Gesänge, für Sopran und Orchester (1935/36); 16'30"

2 FI., 2 Ob., Eng.-Hr.; 2 Klar., B . – Klar., 2 Fg., 2 Hr., Pauken, V1. I, VI. II, Va., Vc., Kb.
Der Sandmann (Georg von der Vring)
Der Kummerberg (Georg von der Vring)
Schwüle (Conrad Ferdinand Meyer)
Bem.: Ms. Part. (45 S.)
- Liederkreis, Neun Gesänge für mittlere Stimme und Streichorchester (1943); Texte: Emil Schibli, 31'30"

Andacht
Feiertag
Frühling
Auferstehung
Seid fröhlich
Gedämpftes Saitenspiel
Einkehr
November
An den Schöpfer
UA: Bern (Berner Kammerorchester), 1944, Bem.: Ms. part. (58 S.), Ms. Kl .-A. (35 S.), St. ZBS
- Liedersuite, für 4 Singstimmen (Sopran, Alt, Tenor, Bass) und 8 Instrumente (1954)

Fl., Klar. in B und A, Fg., Hr. in F, V1. I/II, Va., Vc.
Ich hab mir auserkoren
Nach Trauren kommt bald Freud
Der Adam und Eva hend s'Liebe erdacht
Was wend wir singen und heben an
Eine früntliche Eh
UA: Bern (Radio Studio, Albert Jenny), 1954, Bem. :Ms. Singst. (8 S.) und Ms. Instrumentalist.
Kompositionsauftrag von Radio Studio Bern
- Lyrische Suite, für mittlere Stimme, Flöte, Klarinette, Harfe und Streichquartett (1978); 17'

Vorspiel
Ausschau (Toni Schaller)
Gute Geister (Adolf Winiger)
Zwischenspiel
Schlaflied (Hans Leopold Davi)
November (Josefine Ulmi)
UA: Luzern (800-Jahrfeier; Musica Lucernensis), 28. September 1978, Bem.: Ms. Part. (25 S.) und St. Ms. Kl.-A. (22 S.)

## Instrumentalmusik

### Orchestermusik
- Elegie, für Violoncello solo und Orchester (1928), Bem.: Ms. Part. (11 S.); ZBS

- Suite in vier Sätzen, für 12 Blasinstrumente und Schlagzeug (1932); 16'

2 FI., 2 Ob., 2 Klar., 2 Fg., 2 Hr., 1 Trp., 1 Pos. und Schlagzeug (kl. Trommel, Becken, Xylophon)
Introduction
Humoreske
Pastorale
Epilog
UA: Zürich (Radio Zürich; Hans Haug), 1935, Bem.: Ms. Part. (61 S.), St. ZBS
- Kleine Suite, für Orchester (1934); 16'

1 Fl., 1 Ob., 2 Klar., 1 Fg., 1 Trp., 2 Hr. (F), 1 Pos., Pk. und Str.
Maestoso
Scherzando
sehr ruhig
Allegro con spirito
UA: Bern (Eidgenössischer Orchesterverband) , 1935, Bem.: Ms. Part. (29 S.)
- Suite, für Viola d’amore, Streichorchester und Basso continuo

von Louis-Toussaint Milandre, orchestriert von Albert Jenny
nach Suite en ré pour Viole d'amour et clavecin, harmonisée par Alexandre Béon, Paris (Costallat & Cie) 1921; (1937)
Largo
Menuet
Allegro
UA: Bern (Radio Studio Bern; Solothurner Kammerorchester, Werner Bloch, Viola d’amore) , 19. Dezember 1937, Bem.: Ms . Part.
- Konzertante Musik, für Cello und Streichorchester (1938); 20'

Lebhaft und bestimmt
Sehr breit und getragen
Lebhaft, mit Eleganz
UA: Solothurn (Solothurner Kammerorchester, A. Tusa) , 1939, Bem.: Ms. Part . (49 S.), St. ZBS
- Scherzo, für grosses Orchester (1938)

2 Fl., 1 kl .Fl., 2 Ob., 2 Klar., 2 Fag., 4 Hr., 3 Trp., 3 Pos. , 1 Tuba, Schlagzeug und Str.
Bem.: Ms. Part. (12 S.) Fragment:239 Takte, davon 72 Takte instrumentiert, der Rest Kl. –Skizze
- Scherzoso, für Streichorchester (1939); 7'

Bem.: Ms. Part. (11 S.), St. ZBS, Schallplatte K 81/1 (Festival Strings Lucerne; Rudolf Baumgartner)
s . auch C. Bühnenmusik unter Lustspielouvertüre
- Konzert für Oboe und Streichorchester (1941); 17'

Allegro non troppo
Lento
Allegro
UA: Solothurn (Kammerorchester; Marcel Saillet Oboe) , 1942, Bem.: Ms. Part . (37 S.), St. ZBS
- Sinfonische Musik, für grosses Orchester (1942); 20'

2 gr. FI., 1 kl. Fl., 2 Ob., 1 Eng.-Hr., 2 K1ar., 2 Fg., 4 Hr., 3 Trp., 3 Pos., 1 Basstuba, Pk., Becken und Str.
Allegro / Allegro deciso
Adagio
UA: Bern (Bernischer Orchesterverein; Walter Kägi), 14. April 1943, Bem.:Ms. Part. (87 S.), Part. und St. ZBS
- Suite für Streichorchester, Instrumentalsätze zum Geistlichen Spiel Das Wunder (1947)

Präludium
Intermezzo I
Walzer
Intermezzo II
Choralfantasie
Marsch
UA: Solothurn (Solothurner Kammerorchester), 1948, Bem.: Ms. Part. (18 S.), Ms. St. ZBS; s. auch C. Bühnenmusik
- Rhapsodie für Saxophon (Es) und Streichorchester (1950); 12'

Allegro energico
UA: Luzern (Orchester der Allgemeinen Musikgesellschaft; Ernst Hans Beer, Hans Ackermann, Sax.), 1950
Bem.: Ms. Part. (13 S.) und St., s. auch B.II.1 Kammermusik: Fassung für Saxophon und Klavier
- Serenade für Orchester (1962); 21'

2 FI., 2 Ob., 2 Klar., Alt-Sax. (Es), .2 Fg., 4 Hr., 2 Trp., Schlagzeug und Str.
Molto moderato / Poco allegro
Con molto moderato
Adagio
Allegro non troppo
UA: Zürich (Orchester der Schweizerischen Radio- und Fernsehgesellschaft), 1963
Bem.: Kompositionsauftrag von Radio Basel, Ms. Part. (81 S.) ; Part. und St. bei Radio Basel
- Intrada für Orgel und Streichorchester (1964); 9'

UA: Lausanne (Kathedrale) , 1964, Bem.: Ms. Part. (10 S.), St. ZBS
- Vorspiel für grosses Orchester (1978); 9'

2 FI., 2 Ob., 2 Klar., 2 Fg., 4 Hr.; 2 Trp., 3 Pos., Pk., Schlagzeug und Str.
Grave / Allegro
UA: Luzern (Orchester der Allgemeinen Musikgesellschaft), Bem.: Ms. Part . (37 S.) ; Kompositionsauftrag der AML
- Concertino für Oboe solo und kleines Blasorchester (1980); 10'

1 Fl., 3 Klar., B.-Klar., Kb-Klar., Tenor-Sax., Trp., Hr., Pos., Euphonium und Schlagzeug
Instrumentierung für kleines Blasorchester von Albert Benz (1980)
Allegro moderato
Tranquillo
Allegro con spirito
UA: Luzern (Kunsthaus; Stadtmusik Luzern), 27. Juni 1981, Bem.: Ms. Kl.-A. (16 S.)
auch für Oboe solo und Klavier (s.B.II.1. unter Dialoge)
- Festliche Fanfare, für Bläser und Schlagzeug (1984); 2'30"

4 Trp., 5 Hr., 4 Pos., 1 Tuba, Schlagzeug
UA:Zürich (Schweizerisches Jugendorchester), Mai 1984, Bem.: Ms. Part. (Zusammenfassung auf 3 Systemen:2 S.)
St. vervielfältigt, Dem schweizerischen Jugendorchester und seinem Gründer und Leiter Felix Hauswirth zugeeignet
- Divertimento in drei Sätzen für Flöte, Klarinette und Streicher (1986)

UA: 12. Mai 1987 im Hotel Schweizerhof Luzern

### Kammermusik

#### Für  zwei Instrumente
- Sonate g-Moll, für Violine und Klavier (25. Dezember 1927)

Nicht zu schnell
Langsam und innig
Rondo
Bem.: Ms. Kl. Part. (12 S.) und V1.-St. (4 S.); ZBS
- Sonatine für Violine und Klavier (1933); 14 '

Allegro
Thema mit Variationen
Allegro con spirito
UA: Bern (Radio-Studio), 1935, Bem.: Ms. (26 S.)
- Duo für Oboe und Fagott (1936); 9'

Gemächlich
Ruhig
Lebhaft
UA: Bern (Radio-Studio), (1937?), Bem.: Ms. Part. (7 S.)
- Rhapsodie für Saxophon (Es) und Klavier (1936); 12'

Allegro energico
UA: Basel (Radio-Studio; Hans Ackermann, Sax.), 1942, Bem.: Ms. (9 S.); Kopie ZBS
s. auch B I. Orchestermusik (Fassung für Saxophon und Streichorchester)
- Kleine Suite für zwei Blockflöten (1941)

Mässig schnell
Gemächlich
Langsam
Lebhaft
Bem.: Musikfreuden , 18. Jg. 1941, Nr. 27., S. 652
- Zwei Spielstücke für zwei Violinen (1941)

Nr. 1 Nicht schnell
Nr. 2 Ziemlich schnell
Bem.: Musikfreuden, 18. Jg. 1941, Nr. 18 S. 436f
- Zwei Stücke für Violoncello und Klavier (1941)

Nr. 1 Romanze
Nr. 2 Tanz
Bem.: Musikfreuden , 18 . Jg. 1941, Nr. 34, S. 820f
- Kleine Frühlingsmusik für Violine und Klavier (1942)

Leise und zart, doch beschwingt
Bem.: Musikfreuden , 19. Jg. 1942, Nr. 16, S. 380f
- Sonate für Violine und Klavier (1943); 16'

Allegro con passione
Adagio mesto
Allegro molto e con spirito
UA: Zürich (Radio-Studio) , 1945, Bem.: Ms. (33 S.)
- Elegie für Horn und Klavier (1944); 5'

Sehr ruhig und ausdrucksvoll
UA: Solothurn (Kammerchorkonzerte), 1945, Bem.: Ms. (4 S.)
- Adagio und Allegro für Oboe und Klavier (1949); 6'30"

Bem.: Ms. (7 S.), Auftragskomposition des Schweizerischen Tonkünstlervereins als Primavista-Stück für den Concours International in Genf
- *Aria" für Viola da gamba (oder Violoncello) und Orgel (1951); 5' 25"

UA: Winterthur, 1952, Bem.: Ms. (5 S.), Neufassung für Violine und Orgel 1980
- Ballade für Violoncello und Klavier (1978); 5'30"

UA: Luzern (Internationale Musikfestwochen Luzern; Markus Nikiyos und Grazia Wendling) , 28. August 1978, Bem.: Ms. (9 S.)
- Dialoge für Oboe solo und Klavier (1980); 10'

Allegro moderato
Tranquillo
Allegro con spirito
UA: Luzern (Schweizerhof; Edwin Küttel und Patrizio Mazzola), 1982, Bem.: Ms. Kl.-Part. (16 S.)
auch für Oboe solo und kleines Blasorchester, (siehe B.I. unter Concertino)

#### Für drei Instrumente
- Streichtrio für Violine, Viola und Violoncello (1929); 17'

Allegro moderato
Andante
Lebhaft
Klagend / Schnell und lebhaft
UA: Solothurn (Fritz Hüsler, Max Kämpfert, Albert Jenny), 1930, Bem.: Ms. Part. (55 S.), St. ZBS
- Trio Spielmusik für 2 Violinen und Viola (1936); 11'

Präludium
Aria
Fuga
UA: Solothurn, 1936, Bem.: Ms. (21 S.)
- Walzer für 2 Violinen und Klavier (1937)

UA: Solothurn, 1937, Bem.: Ms. Part. (7 S.)
- HAUSMUSIK Nr. 1, Trio für Violine, Violoncello und Klavier (1942)

Allegro non troppo
Andante
Allegro
Bem.: Musikfreuden, 19. Jg. 1942, Nr. 39 (s. 931ff.), Nr. 41 (S. 980f.) und Nr. 45 (S. 1074f.)
- Kleine Kammermusik für Flöte, Oboe und Violine (1952); 8'

Allegretto grazioso
Adagio
Allegro
UA: Zürich (Zürcher Kammerkonzerte), 1953, Bem.: Ms. (14 S.)

#### Für vier Instrumente
- Streichquartett Nr. 1, für 2 Violinen, Bratsche und Violoncello (1930)

Bem.: 1 Satz, ohne Überschrift, Ms. Part. (22 S.); ZBS
- Quartett für 2 Violinen, Bratsche und Cello (1930–1931)

Allegro moderato
Bem.: Ms. St. (V1. I verschollen; V1. II, Br., Vc.:je 8 S.);, ZBS
- Streichquartett für 2 Violinen, Viola und Violoncello (1932)

Allegro energico con passione
Bem.: Ms. Part. (19 S.)
- Streichquartett für 2 Violinen, Viola und Violoncello (1940); 20'

Allegro moderato
Adagio quasi recitativo
Vivace
Allegro con spirito
UA: Winterthur (Winterthurer Streichquartett), 1941, Bem.: Ms. Part . (42 S.)

### Klaviermusik
- Sonatine für Klavier (1929/30)

Capriccioso
Sehr ruhig/Tempo di valse
Bem.: Ms. (14 S.)
- Zwei Klavierstücke (1931)

Lento
Allegro
Bem.: Ms. (6 S.); Solothurn, April 1931
- Gym. Maturitäts-Marsch 1931 für Klavier (1931)

UA: Solothurn, 1931, Bem.: Ms. (2 S.), Meiner Klasse gewidmet
- Musik für Klavier zu den allgemeinen Übungen für das Frauenturnen (1931)

Bem.: Ms. (7 S.); ZBS
- Suite für Klavier (Frankfurt , 10. März 1932)

Sehr ruhig
Lebhaft
Sehr rasch
Bem.: Ms. (8 S.)
- Drei Klavierstücke (1932–1933)

Choralvorspiel
Bem.: nur 1 Stück (Ms. 2 S.) erhalten; Köln 1932-1933
- Sonate für Klavier in einem Satz (1933); 9'

UA: Köln (Musikhochschule), 1934, Bem.: Ms. (9 S.)
- Zwei Tanzstücke für Klavier (Köln, 13.–15. Oktober 1933)

Foxtrott
Tango
Bem.: Ms. (4 S.)
- Klavierstück (1934)

Ruhige Viertel
Bem.: Ms. (1 S.); 28. Februar 1934
- Albumblatt (4. Mai 1941)

Ruhig und weich
Bem.: Ms. (1 S.); 4. Mai 1941
- Kleiner Marsch für Klavier (1941)

Bem.: Musikfreuden , 18. Jg. 1941, Nr. 15
- Menuett für Klavier (1941)

Bem.: Musikfreuden, 18. Jg. 1941, Nr. 43, S. 1021
- Fünf kleine Klavierstücke für Anfänger (1942)

1. Kuckucksruf
2. Ausflug der Bienen
3. Die einsame Blume
4. Feierabendstimmung
5. Mückentanz
Bem.: Musikfreuden, 19. Jg. 1942, Nr. 25, S. 596f
- Sieben kleine Klavierstücke (1942)

Ruhige Halbe
Graziös und beschwingt
Ruhig
Munter
Kräftig und bestimmt
Lebhaft
Fughetta
Bem. : Ms. (17 S.);
- Zwei Tessiner Walzer* für Klavier oder chromatische Handharmonika (1942)

Bem.: Musikfreuden, 19. Jg. 1942, Nr. 31, S. 740f
Der zweite Walzer (S. 741) ist von H. Zorn, Baden, für Cf Handharmonika umgeschrieben worden
- Sarabande für Klavier (1943)

Bem.: Musikfreuden, 20. Jg. 1943, Nr. 29, S. 689
- Zwei Ländler,  für Klavier oder chromatische Handharmonika (1943)

Bem.: Musikfreuden, 20. Jg. 1943, Nr. 18, S. 428f
- Sonatine für Klavier (1952); 12'

Allegro
Adagio
Allegro
UA: Bern (Radio-Studio) , 1953, Bem.: Ms. (9 S.)

### Orgelmusik
- Fantasie Nr. 1 in c-Moll für Orgel (1933); 8'

UA: Aachen (Katholikentag; Albert Jenny), 1933, Bem.: Ms. (11 S.)
- Praeludien und Trios für Orgel (1933)

Bem.: Ms. verschollen
- Fantasie Nr. 2 in e-Moll für Orgel (1936); 10'

Bem.: Ms. (15 S.)
- Dies Sanctificatus, Choralvorspiel (1940)

Bem.: ECL 531a (1960)
- Tollite Portas Choralvorspiel (1940)

Bem.: ECL 531b (1960), Schallplatte FGL 25-4305 und FGL 17-4001
- Praeludia (1945)

ad Asperges me
ad Vidi aquam (1942)
Bem.: Organum ad Asperges me et Vidi aquam, Luzern-Leipzig 1945 (PVL 117:Nr. 12, 44, 53, 56, 98)
- Kirchenlied-Begleitung für Klavier oder Orgel (um 1948)

Nun sei uns willkommen, Herre Christ
Text und Mel. :KGB Nr. 68, Bem.: SMV 6 (Gesang und Orgelbegleitung; o. J.)
- Lied- und Choralbearbeitungen für Orgel (1955)

Liedbearbeitungen:
- - Komm, Heil'ger Geist, ganz gnadenreich
  - Geist der Wahrheit
  - Komm, Heiliger Geist, auf uns herab
  - Komm, o komm, du Geist des Lebens
  - Fantasie über Komm, Schöpfer Geist
  - Nun bitten wir den Heiligen Geist
  - Dreifaltigkeit, urewig Licht

Choralbearbeitungen:
- - Trio über den Introitus von Pfingsten
  - Postludium über Sequenz und Communio von Pfingsten
  - Postludium über den Introitus von Dreifaltigkeit
  - Postludium über das „Ite missa“ der XI. Messe (infra annum)

Bem.: Die Orgel im Kirchenjahr. Neue Orgelkompositionen für den liturgischen und ausserliturgischen Gebrauch, herausgegeben von F. Daniel, Heft V: Pfingstkreis, Luzern 1955 (ECL 271)
Schallplatte FGL 30- 4304 Postludium über Ite missa est
- Intrada für Orgel und Streichorchester (1964)

Bem.: s. B.I. Orchestermusik
- Praeludium, Vorspiel, Zwischenspiel für Orgel (1970)

Bem.: Zeitgenössische Orgelmusik im Gottesdienst, Heft IV, Zürich – London – New York (Edition Eulenburg) 1970, S. 88, 135 und 140
- Choralvorspiele für Orgel (1971)

Macht hoch die Tür
Es kommt ein Schiff
Bem.: Choralvorspiele zum Katholischen Kirchengesangbuch der Schweiz, Band I, herausgegeben von Stephan Simeon, Luzern 1971
- Dreissig Vor-, Zwischen- und Nachspiele für Gottesdienst und Konzert für Orgel (1980/81)

a) 15 Freie Vorspiele
b) 15 Liedvorspiele:
- - Es komm ein Schiff
  - ‚Mir nach‘, spricht Christus unser Held
  - Herzliebster Jesu, was hast Du verbrochen
  - Der Du die Zeit in Händen hast
  - Herr und Gott, erbarme Dich
  - Liebster Jesus, wir sind hier
  - Du hast, o Herr Dein Leben / Den Herren will ich loben
  - Dem Vater wir lobsingen
  - Lasst uns loben, Brüder, loben
  - Sonne der Gerechtigkeit
  - Nun lobet Gott im hohen Thron
  - Komm, Du Heiland aller Welt
  - Kommt herbei, singt dem Herrn
  - Der Geist des Herrn erfüllt das All
  - Komm her, freu dich mit uns, tritt ein

Bem.: Auftrag des Aargauischen Verbandes für Katholische Kirchenmusik
Vor-, Zwischen-, Nachspiele für Orgel, Luzern 1981 (ECL 695)

### Blasmusik
- Struthan, Konzertmarsch (194I); 5'

UA: Zürich (Kongresshaus), 1941, Bem.: HCZ 8568 (1941) vergriffen, Direktions-St. ZBS
- Sankt Jakobsbanner Jubiläums-Marsch (1944); 4'

Bem.: HCZ 9059 (1944; vergriffen)
- Suite [I] für Blasmusik, aus Dornacher Schlachtfeiern 1499–1949 (1949)

Instrumentation: Franz Königshofer, Bem.: s. auch D. Festspiele
- Suite [II] für Blasmusik, aus Die goldig Melody (1950)

Instrumentation: Arnold Hammer
Bem.: s . auch D. Festspiele
- Suite [III] für Blasmusik, aus der Musik zum Historischen Spiel der Rotary-Convention Luzern (1957)

Instrumentation: Otto Zurmühle
Bem.: Ms. St. ZBS, ERA 1013 (1958)
s . auch D. Festspiele
- Suite [IV] für Blasmusik, aus „Solothurner Festspiel“ (1964)

Instrumentation: Franz Königshofer
Bem.: s. auch D. Festspiele

## Bühnenmusik
- Der Vettergötti, Volksliederspiel in drei Akten (1931), Text: Otto Wolf

Kl., 2 V1., Vc., Basstrp., Klar.
Bem.: Ms. Kl.-A. Bleistift und Libretto; ZBS
- Der Rubin Märchen-Oper für die Schulbühne in drei Akten (1938), Text:Friedrich Hebbel, 150'

Solostimmen, Chor, Orchester (2 FI., 1 Ob., 2 Hr., 2 Trp., 2 Pos., Klavier und Streicher)
UA: Stans (Kollegium St. Fidelis), Februar 1938, Bem.: Ms. Part. (195 S.); Kl.-A. (111 S.)
Weitere Aufführungen: Einsiedeln 1950, Feldkirch 1957, Winterthur 1958
- Der Millionär im Dachstübli, Musikalisches Lustspiel nach Erich Kästner „Drei Männer im Schnee“

für die Schulbühne bearbeitet:11 Nummern (Lieder, Duette, Chöre, Orchesterstücke) (1940)
UA: Stans (Kollegium St. Fidelis), Februar 1940, Bem.: Ms. Kl.-A. (30 S.)
- Lustspielouvertüre für Streichorchester, zu Freut euch des Lebens, Volksliederspiel in 3 Akten von Josef Reinhard (1939); 6'

UA: Zürich (Schweizerische Landesausstellung 1939; Solothurner Kammerorchester), Oktober 1939, Bem.: Ms. Part. (11 S.)
S. auch B.I. Orchestermusik unter Scherzoso
- Der Zerrissene Posse mit Gesang in drei Akten von Johann Nepomuk Nestroy

17 Nummern für Soli, Chor und Orchester (1942)
UA: Stans (Kollegium St. Fidelis), Februar 1942, Bem.: Ms. KI.-A. (37 S.)
- Sieben Chöre zu „Antigone“, für 4 st. gem. Chor, Bläser und Schlagzeug (1945):30'

2 Ob., 2 Hr., Fg. und Schlagzeug
Einleitung
Strahl der Sonne
Ungeheuer ist viel
Selig, die leben
Eros, Unbesiegter im Streit
So litt auch Danaes Leib
Zwischenspiel
Namenreicher du
Jegliches Glück
Text:(Antigone), in der Übersetzung von Emil Staiger
UA: Luzern (Chor und Instrumentalisten der Internationalen Musikfestwochen Luzern), 1945
Bem.: Ms. Part. (49 S.)
Ms. St. ZBS
- Das Wunder, Instrumentalsätze zum Geistlichen Spiel anlässlich der Heiligsprechung des hl. Bruder Klaus von Silja Walter (1947)

UA: Solothurn, 1948, Bem.: Text, unter dem Titel Das Fenster in der Zelle, in Silja Walter, Gesammelte Spiele, Zürich 1963, 145-179
s . auch B.I. Orchestermusik unter Suite für Streichorchester

## Festspiele
- Durs Johr us, Festspiel für das Luzerner Kantonalgesangfest 1947 in Malters (1947), Text: A. Brun

für Solostimmen, Chor und Blasmusik
UA: Malters, 1947, Bem.: Ms . Part. (50 S.)
- Dornacher Schlachtfeiern 1499–1949, Musik zum Gedenkspiel in Solothurn und zum Festakt in Dornach, für Chöre und Blasorchester (1949)

Text: Cäsar von Arx
UA: Solothurn und Dornach, 1949, Bem.: Dornacher Jubiläumsmarsch 1499–1949, (SMV 25 h, Kl-.A., 1949); ZBS
s. auch B. V. Blasmusik unter „Suite [I]“
- Di goldig Melody, Festspiel für das Luzerner Kantonalmusikfest in Hochdorf (1950), Text: Oscar Eberle

für Soli, Chor und Blasorchester
UA: Hochdorf, 1950, Bem.: Ms. Part. (61 S.), Verschiedene Ms. -Kopien ZBS
s . auch B. V. Blasmusik unter Suite [II]
- Rotary-Convention 1957: Folklorespiel, Festspiel für die Internationale Rotary-Convention 1957 in Luzern, Text: Oscar Eberle

für Soli, Chor und Orchester (21 Nummern) (1957)
2 Fl., Ob., Eng.-Hr., 2 Klar., 2 Fg., 2 Hr., 2 Trp., 1 Pos., Schlagzeug und Str.
UA: Luzern (Orchester der Allgemeinen Musikgesellschaft Luzern) 1957, Bem.: Ms. Kl.-A. (31 S .), Ms. Orchesterpart. (110 S. + 15 S.)
Orchesterst. ZBS
- Rotary-Convention 1957: Historisches Spiel, Musik zum Historischen Spiel für Soli, Chor und Blasorchester, (21 Nummern) (1957)

Text: Oscar Eberle
UA: Luzern (Stadtmusik Luzern, Albert Jenny), 1957, Bem.: Ms. Kl.-A. (29 S.)
s. auch B.V. : Blasmusik unter Suite [III]
- Solothurner Festspiel zum Solothurnertag an der Schweizerischen Landesausstellung in Lausanne (1964)

Text: Albin Fringeli
für Solostimmen, Chor und Blasorchester
UA: Lausanne, 3. Juli 1964, Bem.: Ms. Kl.-A. (68 S.)
S. auch B.V. Blasmusik unter Suite [IV]
Korrespondenz, Sitzungsprotokolle, Programm zur Expo 64 in ZBS

## Abkürzungsverzeichnis
| B. -Klar.      | Bassklarinette |
| Bem.           | Bemerkung (en) |
| Br.            | Bratsche |
| BT             | W. Bergmans, Tilburg |
| bzw.           | beziehungsweise / c'est-à-dire |
| CT             | Communauté de travail, Lausanne |
| CTS            | Communauté de travail, Lausanne, Suisse |
| ECL            | Edition Cron, Luzern |
| EEA            | Edition Eulenburg, Adliswil |
| Eng. -Hr.      | Englischhorn |
| ERA            | Verlag Emil Ruh, Adliswil |
| Fg.            | Fagott |
| FGL            | Fonogesellschaft Luzern |
| Fl.            | Flöte |
| FPR            | Friedrich Pustet, Regensburg |
| GVM            | Gregorius-Verlag, Münster |
| gem.           | gemischt |
| HCZ            | Hug & Co. , Zürich |
| Hr.            | Horn |
| J.             | Jahr |
| Kb.            | Kontrabass |
| KGB            | Kirchengesangbuch, im Auftrag der Schweizerischen Bischöfe herausgegeben vom Verein für die Herausgabe des Katholischen Kirchengesangbuches der Schweiz, Zug 1966 |
| kl.            | klein |
| Kl.            | Klavier |
| Kl.-A.         | Klavier-Auszug |
| Klar.          | Klarinette |
| lat.           | lateinisch |
| LR             | Lourdiana, Rom |
| Mel.           | Melodie |
| Ms.            | Manuskript |
| MSB            | Müller & Schade, Bern |
| „Musikfreuden“ | Beilagen zu „Der Schweizer Schüler“, illustrierte Familienwochenschrift, Buch- und Kunstdruckerei „Union“ AG, Solothurn |
| Nr.            | Nummer |
| o.             | ohne |
| O.             | Ort |
| Ob.            | Oboe |
| Org.           | Orgel |
| „Offertoriale“ | Offertoriale sive Nova collectio 100 Offertoriorum … collegit et edidit Paulus Deschler. 100 Offertorien für alle Sonn- und Feiertage des Kirchenjahres für gemischten Chor mit und ohne Orgel gesammelt und herausgegeben von Paul Deschler, 2 Bände, Paulus-Verlag Luzern 1955 |
| Part.          | Partitur |
| Pos.           | Posaune |
| PVL            | Paulus-Verlag GmbH, Luzern-Leipzig |
| s.             | siehe |
| S.             | Seite |
| Sax.           | Saxophon |
| SMV            | Solothurner Musikverlag (Hans Leicht) |
| St.            | Stimmen |
| -st.           | -stimmig |
| Str.           | Streicher |
| Trp.           | Trompete |
| UA             | Uraufführung |
| Va.            | Viola |
| Vc.            | Violoncello |
| Vl.            | Violine |
| VWC            | Verlag Willi, Cham |
| VWH            | Verlag Wunderlin, Hochdorf |
| ZBS            | Zentralbibliothek Solothurn, Bielstrasse 39, 4500 Solothurn* |